# Torba

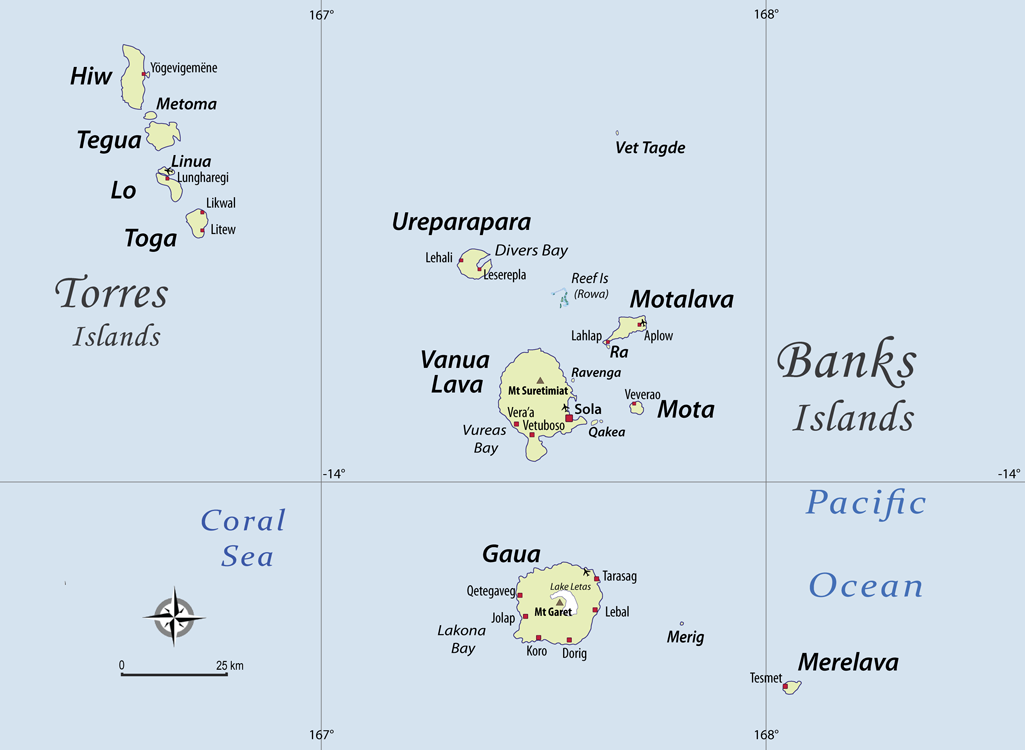
La province Torba (Torres-Banks): Carte détaillée

Torba est l'une des six provinces administratives de la République du Vanuatu, la plus petite et la plus septentrionale de l'archipel. Au nord-ouest, se trouve l'archipel des Santa Cruz, région sud-est des îles Salomon.
La province Torba (ou TorBa) tire son nom des deux groupes d'îles qui la composent, les îles Torrès et les îles Banks. Sa population est d'environ 9 359 habitants (2009), pour une superficie de 882 km².
Le centre administratif régional se situe à Sola, sur l'île de Vanua Lava dans les îles Banks.

## Commerce et santé
La province de Torba a décidé d’opter pour une nourriture uniquement produite localement. Les importations au sein de Vanuatu étant devenues supérieures aux exportations, le déficit de la balance commerciale du pays s'est accentué. De plus, les aliments importés affectent le régime alimentaire des habitants qui était autrefois moins gras. L'obésité et le diabète sont des réalités nouvelles auxquelles doivent faire face le pays. C'est donc pour des raisons sanitaires et économiques que les autorités locales de la province de Torba souhaitent bannir la nourriture en provenance de l’étranger. Cette résolution s’appliquera dès février 2018, le projet étant de devenir une île dont la nourriture est totalement biologique d’ici à 2020. Cette ambition résulte également d’un attachement particulier aux plantes cultivées provenant de leur culture pré-coloniale.